# NGC 2735
NGC 2735 (другие обозначения — UGC 4744, MCG 4-22-2, ZWG 121.3, ARP 287, VV 40, IRAS08597+2608, PGC 25399) — спиральная галактика в созвездии Рака. Открыта Эдуардом Стефаном в 1864 году.
Этот объект входит в число перечисленных в оригинальной редакции «Нового общего каталога».
В галактике вспыхнула сверхновая SN 2015Y типа Ib, её пиковая видимая звездная величина составила 17,9.
Галактика гравитационно взаимодействует с PGC 25402, эта пара входит в Атлас пекулярных галактик под номером 287. Галактика находится на небе вблизи NGC 2750 — центральной галактикой своей группы. В проекции на картинную плоскость расстояние между галактиками составляет 700 килопарсек, но NGC 2735 удалена от Млечного Пути на 52 мегапарсека, в то время как расстояние от Млечного Пути до группы галактики NGC 2750 составляет около 40 мегапарсек, так что NGC 2735 не относится к группе.